# Марк Фурий Камил (консул 8 г.)
Вижте пояснителната страница за други личности с името Марк Фурий Камил.
Марк Фурий Камил (на латински: Marcus Furius Camillus; * ок. 26 пр.н.е.; † ок. 38 г.) е политик на ранната Римска империя през първата половина на 1 век.

## Биография
Той произлиза от клон Камил на старата патрициианска фамилия Фурии. Неговите синове са Марк Фурий Камил, арвалски брат през 37 г., и Луций Арунций Камил Скрибониан (Марк Фурий Камил Скрибоний) консул 32 г. и узурпатор през 42 г. Неговата дъщеря Ливия Медулина Камила е годеница на император Клавдий през 8 г. и умира в деня на сватбата (9 или 10 г.).
През 8 г. Камил е консул заедно със Секст Ноний Квинтилиан. Суфектконсулите тази година са Луций Апроний и Авъл Вибий Хабит. През 17/18 г. Камил е проконсул на провинция Африка.
Камил с легиона legio III Augusta и помощни войски води успешни боеве против инсургентите, под командването на нумидиеца Такфаринат и затова получава triumphalia insignia от император Тиберий.